# ×Calicharis
×Calicharis là chi thực vật có hoa trong họ Amaryllidaceae.